# Shepherd Dome
Shepherd Dome är en bergstopp i Antarktis. Den ligger i Västantarktis. Inget land gör anspråk på området. Toppen på Shepherd Dome är 184 meter över havet.
Terrängen runt Shepherd Dome är lite kuperad. Trakten är obefolkad. Det finns inga samhällen i närheten.